# Mertens förmodan
Mertens förmodan kallas en speciell olikhet inom talteorin som förmodades vara sann 1897 av Franz Mertens. Om M(n) är Mertensfunktionen lyder förmodan:
{\displaystyle |M(n)|<{\sqrt {n}}}
Mertens förmodan bevisades vara falsk av Andrew Odlyzko och Herman te Riele 1985, men deras bevis var inte konstruktivt. Än idag vet man inte för vilket lägsta n olikheten är falsk.
Mertens förmodan var viktig eftersom om den vore sann skulle därav följa att Riemannhypotesen vore sann.